# Escola pública de Marata
L'Escola pública de Marata és una obra del municipi de les Franqueses del Vallès (Vallès Oriental) inclosa en l'Inventari del Patrimoni Arquitectònic de Catalunya.

## Descripció
Edifici de planta baixa rectangular. A la base hi ha un sòcol de paredat i al seu damunt se situen les grans finestres rectangulars de les cares laterals. Al damunt de cada obertura hi ha un fals arc sobreposat, fet de totxo vist, que té només funció decorativa. Hi ha una franja horitzontal que dona la volta a tot l'edifici i només s'interromp, aquest està fet amb els angles dels totxos fent una vent de dent de serra. L'edifici està cobert amb teulada a doble vessant, a la façana presenta un carener que combina línies horitzontals amb el triangle de la doble vessant. Davant la porta d'entrada hi ha un porxo limitat lateralment per dos pilars i cobert a tres vessants.

## Història
Les escoles es van construir l'any 1932 sota la direcció de l'arquitecte Manuel Raspall. Aquestes escoles tenen una gran similitud amb les escoles públiques del Pla de Llerona, del mateix arquitecte i repeteix els mateixos elements decoratius. Actualment, ambdues, estan en desús. Bohigas ha establert un subperíode dins el modernisme de Raspall, que ell anomena "barroquisme acadèmic" situat entre els anys 1921-1934. Pren aquest nom perquè pensa que Raspall retorna a formes barroc popular d'ornamentació plana, trets que es repeteixen en aquesta obra. És per aquesta raó que pensen que és més apropiat denominar l'obra com Bohigas i no com a modernisme.